# Melissa Griffiths
Melissa Mariana Griffiths y Parra Del Riego (Lima, Perú; 14 de diciembre de 1957) es una cantante venezolana de jazz, rock, pop y balada. Es una de las integrantes más importantes del movimiento musical surgido en Venezuela gracias al "Viernes negro" (18 de febrero de 1983) que afectó a la economía pero que, sin duda, obligó a las disqueras venezolanas a descubrir nuevos talentos que estaban escondidos en los locales nocturnos. En 1985 su éxito fue tan grande que la llegaron a considerar "La Reina del rock" mientras que también la denominaron "La Madonna venezolana".

## Biografía
Melissa nació en Lima. Hija de los peruanos Frank Griffiths Escardó y Nora Parra del Riego y Rodríguez, es la tercera de 7 hermanos de una familia perteneciente a la alta sociedad limeña. Entre sus parientes están la periodista Doris Gibson, la modelo Susy Dyson Gibson y la boxeadora Kina Malpartida.
Estudió en el Colegio Villa María de la ciudad de Lima. Su carrera comenzó a la edad de 9 años en un programa infantil de la televisión peruana llamado Villa Twist. En su adolescencia formó parte de varias bandas de Rock entre las que se cuentan Telegraph Avenue y Tarkus de Perú, y Pastor del Viaje de Argentina. En este país vivió y tuvo un hijo, Christian, fruto de su matrimonio a los diecisiete años con Guillermo van Lacke, bajista de Tarkus.
Su padre, quien era ministro de estado, había sido transferido al Banco Interamericano de Desarrollo en Venezuela y en una de las visitas que Melissa le hizo, decidió quedarse definitivamente en ese país.
A finales de los años 70, Melissa formó parte de la banda venezolana Tinajas, en la que compartió con el músico Guillermo Carrasco y además de grabar un disco llamado Dejando el pasado lograron presentarse como teloneros (nombre dado a los artistas novatos que se presentan antes que los artistas principales en los conciertos) en un concierto que la cantante de música disco Gloria Gaynor hizo en el Poliedro de Caracas-Venezuela en el año 1979. A principios de los años 1980 Melissa fue corista del cantante Colina y formó parte de la agrupación Adrenalina Caribe mientras también se ganaba la vida cantando en clubes y locales nocturnos de Caracas como el "Chuki-Luki", el "Mau Mau" y “Le Group" en donde interpretaba canciones de jazz, blues y new wave en inglés. Una de esas noches luego de cantar el tema New York, New York fue llamada a la mesa donde se encontraba Rodolfo Rodríguez, presidente de la disquera Sonorodven, quien quedó impresionado con su voz y la invitó a visitar sus oficinas de donde salió con un contrato firmado para grabar un disco.

### Primeros años
Su primera aparición en televisión en esa nueva etapa de su carrera fue como invitada en varios capítulos de la telenovela Ligia Elena de César Miguel Rondón  y que fue protagonizada por Guillermo Dávila y Alba Roversi. Pero su verdadero debut como solista fue en septiembre de 1983 cantando la balada Me estoy sintiendo sola, cuyo videoclip se transmitía al finalizar la telenovela Virginia  de Venevisión. Ese mismo año fue lanzado su primer disco al que tituló simplemente Melissa o como muchos le llamaron Melissa I. El álbum logró tres éxitos más, los cuales fueron Altamente peligroso, No vale la pena y En tus brazos otra vez. En 1984 Melissa se une al músico venezolano Jorge Aguilar para realizar su primera gira de conciertos "Melissa y Aguilar", patrocinada por una empresa tabacalera. Ambos se dan a conocer en toda Venezuela presentándose con gran éxito en estadios, plazas de toros, anfiteatros y velódromos del país. Al finalizar la gira, Melissa colabora junto a Guillermo Dávila, Karina, Guillermo Carrasco, Antonietta y José Alberto Mugrabi en la banda sonora de la ópera rock El taller del orfebre, basada en la obra homónima escrita por el Papa Juan Pablo II. Melissa grabó junto a Guillermo Carrasco tres de los temas, destacándose entre ellos la canción «Hasta nunca soledad». Hubo la intención de hacer el montaje de esta ópera rock, con el apoyo de los artistas mencionados, pero este proyecto nunca fue llevado a cabo. A finales de 1984 Sonorodven lanza el segundo disco de la cantante, producido por Carlos Montenegro, y titulado Melissa II, cuyo primer sencillo fue la canción «No soy una señora», que se convirtió en el tema más representativo de toda su carrera artística. Para 1985 Melissa II fue uno de los discos más exitosos del año, ya que casi todas las canciones del repertorio del álbum lograron sonar en la radio. Así se escucharon temas como «No esperes por mi», «Vete», «Alguien que vive sola», «Noches eternas», «Por fortuna», «Rock en fantasía» y la mezcla de «Una y otra vez»—«Dulces sueños»—«Apártate», que es una versión en español de éxitos de Cyndi Lauper, Eurythmics y Stevie Nicks sonaron insistentemente en la pauta musical de las emisoras radiales. Casi todos estos temas tuvieron videoclips los cuales fueron dirigidos por Juan Ignacio Pérez. Además fueron reunidos y lanzados a la venta en los formatos de VHS y Betamax por la compañía Video Rodven. Ese mismo año Melissa visita países como México, Perú, Puerto Rico y la parte latina de los Estados Unidos. Al regresar a Venezuela realiza su segunda gira de conciertos, esta vez ella sola y la titula "Melissa '85". El cierre del tour fue en el Poliedro de Caracas-Venezuela, el 16 de noviembre de ese mismo año. Ese día se convirtió en la primera mujer en llenar ese lugar. 1985 fue considerado su primer gran año de éxito en Venezuela.

### El éxito y la internacionalización
Al comenzar 1986 es premiada con 5 Premios Ronda y un Meridiano de Oro como la "Mejor Cantante Femenina Juvenil" por su álbum Melissa II. Ese mismo año lanza su tercer disco al que titula: Melissa III que contiene los dúos de «Confesiones» con Jermaine Jackson y «Cuestión de Feeling» con Riccardo Cocciante. Ambos temas fueron éxito en todo el continente. Además participa en la película juvenil venezolana La Generación Halley del director Thaelman Urgelles en donde se interpreta a sí misma, como el sueño platónico de un adolescente y canta el tema: «Somos Tú y Yo», la canción principal de dicha película. Otros éxitos que logró su tercer disco fueron «A volar», «Abre tu corazón» (versión de «Open Your Heart» de Madonna), «Volveré a creer en mañana» y «Disfruta Más» del francés Jean Luc Couant. Esta canción generó varias polémicas, ya que servía para promocionar una marca de cigarrillos: Lark, cosa que está prohibida según las leyes de Venezuela. Sin embargo Melissa comenzó con buen pie su tercera gira de conciertos llamada "Melissa '86" que cerró en el Poliedro de Caracas junto a sus invitados: el venezolano Pablo Manavello y el español Miguel Bosé. En 1987 continúa su gira pero en el exterior. Visita países como Chile, Perú, Ecuador, Bolivia, Colombia, Panamá, Puerto Rico, Estados Unidos, España y México. En este último consiguió un contrato para realizar más de 30 conciertos logrando llenar los lugares donde se presenta destacándose el Estadio Azteca al que acuden más de 90.000 jóvenes a verla. A mediados de ese mismo año es lanzado su cuarto álbum titulado Noche sin fin producido por Pablo Manavello y con letras que la argentina Gloria Martín escribió especialmente para ella. Asimismo estrena un nuevo look para el videoclip del primer sencillo «Una especie en extinción», recibiendo muy duras críticas por parte de la prensa, ya que según ellos parecía "una bruja". El segundo vídeo de ese disco fue para la canción «A punto de caramelo». El clip fue dirigido por Abraham Pulido y tuvo un costo superior a la producción del propio álbum. Otros temas que sonaron de este trabajo musical fueron «Generación», «Julieta» y «Siempre y porque sí», este último un dúo con el venezolano Ricardo Montaner, con quien realizó su cuarta gira de conciertos en el año 1988. En 1989 Melissa se une a la fiebre del Rock en español al lanzar su quinto álbum de estudio titulado Perdiendo El Control. El disco producido por Oscar López y que además fue grabado en vivo (sin usar pistas o canales por separado, como se suele hacer en la actualidad) en tres importantes estudios de Nueva York, entre ellos los célebres Electric Lady y Record Plant. En la grabación del álbum participan músicos que habían trabajado con reconocidas bandas como Duran Duran, Sangre Sudor y Lágrimas, Chick Corea y Luther Vandross. Además interpreta canciones compuestas por Miguel Mateos, Julio Presas, Daniel Melero, Sabo, y los venezolanos Frank Quintero y Guillermo Carrasco entre otros . El álbum obtiene críticas positivas a pesar de no tener éxito en ventas. Sin embargo la canción «Perdiendo el control» fue número 1 por cuatro semanas consecutivas entre abril y mayo de ese año. Otras canciones que sonaron de este disco fueron «Despacio», «Otra noche contigo», «Abeja reina» y «Libre sensación», esta última la interpretó desde un yate en el Especial de Venevisión: Acción bajo el sol, grabado en el archipiélago Los Roques. En 1990 es nominada a 2 Premios Ronda en las categorías "Mejor Cantante Femenina" y "Mejor Álbum Del Año" por Perdiendo El Control, ganando la primera en la que compitió con Elisa Rego y Karina.

### Bajando el ritmo y encontrando nuevos horizontes
A finales de 1990 regresa con su sexto álbum titulado simplemente Melissa también conocido como Melissa VI, en el que debuta como compositora de casi todos los temas y recibe la colaboración de Chris Tso. Este disco fue producido por Oscar Cartaya, bajista de la agrupación Spyro Gyra. En 1991 se mantiene sonando con los temas «Todo es un círculo», «Danza cascabel», «La música de la isla», «Sé que es amor» y «Ojos mudos». Además grabó dos temas en inglés: «Silent Eyes» y «Magic Touch». El disco pasa desapercibido y Melissa se dedica a lanzar su empresa de ropa "Bizzar By Melissa". Para 1992 crea la fundación "Ojos mudos" con la que realiza una serie de conciertos y desfiles benéficos para ayudar a niños y ancianos desamparados de Perú y Venezuela. En 1993 vuelve a sus raíces musicales: el blues y el jazz, los que interpreta en conciertos privados.

### El regreso y el retiro sin despedida
En 1994 hace su reaparición en los medios al presentar su CD de éxitos: Siempre Melissa que incluye tres nuevos temas: «Antes de ti», «Fue un error» y «Tu amor se va». Con una imagen bien fresca se presenta en programas de televisión como Giros TV con la animadora Maite Delgado, en el programa Lucha contra el cáncer del año 1994 y en Sábado Sensacional. Su nuevo CD se convierte en Disco de Platino por las ventas del mismo. En 1995 hace su última aparición en televisión hasta la fecha en un tributo que varios artistas le rindieron a Simón Díaz. En 2005, 10 años después de su retiro, comienza un programa de radio llamado Melissa en su mundo que transmitió la emisora FM- Center de Caracas entre abril y octubre de ese año. A través del mismo Melissa daba consejos de ecología, contaba anécdotas sobre su carrera y cantaba canciones clásicas de jazz y blues. Todo esto desde el ático de su casa en La Colonia Tovar. En junio de 2007, realizó dos conciertos de la gira del reencuentro "Aquí estamos", acompañada de los cantantes, Sergio Pérez, y Jorge Aguilar con el fin de recaudar fondos para su fundación Centro Cultural Melissa Griffiths. El concierto realizado el 23 de junio en el Anfiteatro del Sambil Caracas fue inmortalizado en un DVD. En 2008 Melissa regresa a su natal Perú en donde colabora con la banda Mister Blues en varios conciertos y en la grabación de un disco. Asimismo abre su propia productora.

## Versatilidad y reconocimientos
La voz de Melissa, calificable en el registro de mezzosoprano ha abarcado géneros que van desde el rock hasta el blues, pasando por el pop, balada, new wave e incluso el jazz. En su trayectoria artística grabó siete discos con los cuales impuso temas que se convirtieron en auténticos éxitos y hoy día son bien recordados en los países donde llegaron a sonar. Además de ello, Melissa fue la primera mujer que llenó el Poliedro de Caracas con sus conciertos

 repitiendo este hecho en cuatro oportunidades.
Es importante resaltar que su éxito alcanzó a otros países destacándose Perú y México en los cuales realizó presentaciones de gran magnitud que tuvieron receptividad tanto por parte del público como de la prensa. También grabó exitosos dúos con reconocidos artistas como el italiano Riccardo Cocciante (la versión en español del tema «Questione Di Feeling», llamada «Cuestión de Feeling»), el estadounidense Jermaine Jackson (el tema se llamó «Confesiones») y con el venezolano Ricardo Montaner (canción: «Siempre y porque sí») temas aparecidos en LPs individuales y luego compilados por la extinta disquera Polygram en el álbum en CD Melissa, 32 grandes éxitos. Aunado a esto, Melissa fue la artista femenina más pemiada por la Revista Ronda de Venezuela con 8 trofeos en total además de otros galardones que recibió como un "Meridiano de Oro", una "Orquídea de plata", y varios discos de oro y de platino por las ventas de sus álbumes lanzados desde que comenzó su carrera como solista en 1983 hasta su prematuro retiro en el año 1995 para dedicarse a la actividad comercial.

## Discografía
- Melissa (1983) También conocido coloquialmente como Melissa I.
- Melissa II (1984)
- Melissa III (1986)
- Noche sin fin (1987)
- Perdiendo el control (1989)
- Melissa (1990) También conocido coloquialmente como Melissa VI.
- Siempre Melissa (1994)

### Compilaciones
- Constelación De Éxitos De Melissa (1997)
- Melissa (1998) Doble CD-Recopilatorio.
- Universal Master Collection, Constelación De Éxitos De Melissa (2000)
- Melissa (2002) Mini-CD (fotoportada álbum: Noche Sin Fin) Cuatro tracks de audio.

### Álbumes-Colaboraciones
- Dejando el pasado (1979). Junto a Tinajas.
- El taller del orfebre (1984) LP dedicado al Papa Juan Pablo II.
- La casa del artista (1985)
- La Generación Halley (1986) banda sonora de la película del mismo nombre.
- Volverás a mi (1987). Junto a José Antonio García.
- Corre la voz (1987) Álbum navideño.
- Entre duendes (1990) Junto a Agni Mogollón.
  - «Cabalgando El Arcoiris» (canción)
- Échale una mano a Venezuela (1994)

## Videoclips (desde 1983 hasta 1991)
- '"Me estoy sintiendo sola" (1983)
- "Altamente peligroso" (1983)
- "No vale la pena" (1983)
- "No soy una señora" (1983)
- "No esperes por mi" (1984)
- "Vete" (1985)
- "Alguien que vive sola" (1985)
- "Noches eternas" (1984)
- "Por fortuna" (1984)
- "Rock en fantasía" (1985)
- "Confesiones" (1986) dúo con Jermaine Jackson.
- "Cuestión de Feeling" (1986) dúo con Riccardo Cocciante.
- "A volar" (1986)
- "Somos tú y yo" (1986)
- "Disfruta más" (1986)
- "Volveré a creer en mañana" (1986)
- "Una especie en extinción" (1987)
- "A punto de caramelo" (1987)
- "Generación" (1988)
- "Siempre y porque sí" (1988) dúo con Ricardo Montaner.
- "Julieta" (1988)
- "Quién se lo pierde" (1988)
- "Perdiendo el control" (1989)
- "Despacio" (1989)
- "Libre sensación" (1989)
- "Todo es un círculo" (1990)
- "Danza cascabel" (1991)
- "La música de la isla" (1991)
- "Sé que es amor" (1991)

## Giras de conciertos
- "Melissa y Aguilar" (1984)
- "Melissa '85" (1985)
- "Melissa '86" (1986)
- "Melissa '87" (1987)
- "Melissa y Montaner" (1988)
- "Aquí Estamos"-"Melissa, Jorge Aguilar y Sergio Pérez" (2007)

## Filmografía
- La Generación Halley (1986)

## Videografía
- Rock en fantasía (1985): paquete de videoclips en formato de VHS y Betamax correspondiente a los álbumes Melissa I y Melissa II).
- Tour Aquí Estamos (2007): DVD del concierto de Melissa y Aguilar con Sergio Pérez como invitado especial desde el Anfiteatro del Sambil Caracas.

## Presentaciones en televisión

### Telenovelas
- Nacho (1983)
- Cantaré para ti (1985)

### Programas
- Super Videos: con Musiuito.
- VH-10: con Musiuito.
- Close Up: con Gilberto Correa. (1986 y 1989)
- Súper Sábado Sensacional. (1983 y 1995)
- Siempre en Domingo.
- Miss Venezuela (1986)
- Premios Ronda (1986, 1987, 1988, 1989, 1990 , 1991 y 1992)
- Festival Internacional de la Orquídea (1986)
- Meridiano de Oro (1986 y 1987)
- Miss Perú (1985)
- Sábado Gigante: con Don Francisco.
- Buenos Días Venezuela.
- Sono-Ronda (1989 y 1990)
- El Show De Joselo. (1986 y 1991)
- Bienvenidos. (1989)
- Complicidades. (1986 y 1988)
- El país de caramelo (1989): con Maite Delgado y Ni Fu Ni Fa.
- Corre La Voz (1987): con Los Líderes. Especial de Navidad.
- Giro's TV (1994): con Maite Delgado.
- Lucha contra el cáncer (1986 y 1994)
- Premios lo nuestro (1989)
- Acción bajo el sol (1989)
- Son Latinos (2007): con Verónica Rasquin.